# Novák Imre
Novák Imre (Budapest, 1882. január 20. – Budapest, 1961. április 29.) zsidó származású magyar építész.

## Élete
Novák Sándor (1851–1917) tanár és Eichberg Jenni (Eugénia) (1854–1941) gyermekeként született zsidó családban. Tanulmányait a Magyar Királyi József Műegyetemen végezte, ahol 1904-ben építészeti oklevelet szerzett. Ezt követően több európai országban tett tanulmányutat. 1908-ban önálló tervezőirodát nyitott. Több iskolát, bérházat és villát tervezett. Stílusára a szecesszió magyaros, modern változata volt jellemző, amely a volt Hungária fürdő homlokzatán is megmutatkozik. A fürdő uszodáját az ő tervei szerint építették át filmszínházzá, amely a Kamara-mozgó nevet kapta.
Részt vett a Sváb Gyula-féle iskolaépítési programban, ahol több iskolaépületet tervezett (Pilisszentkereszt, Novákcsép).
Tervezési gyakorlatán kívül hites törvényszéki szakértőként is működött. Szaklapokban több elméleti tanulmánya jelent meg. A Magyar Mérnök-és Építész Egylet, valamint több más kari, társadalmi és tudományos egyesület tagja volt. A Keresztényszocialista Építőipari Munkások Országos Szövetségének főtitkárának és megválasztották.
A Farkasréti temetőben nyugszik.

## Ismert épületei

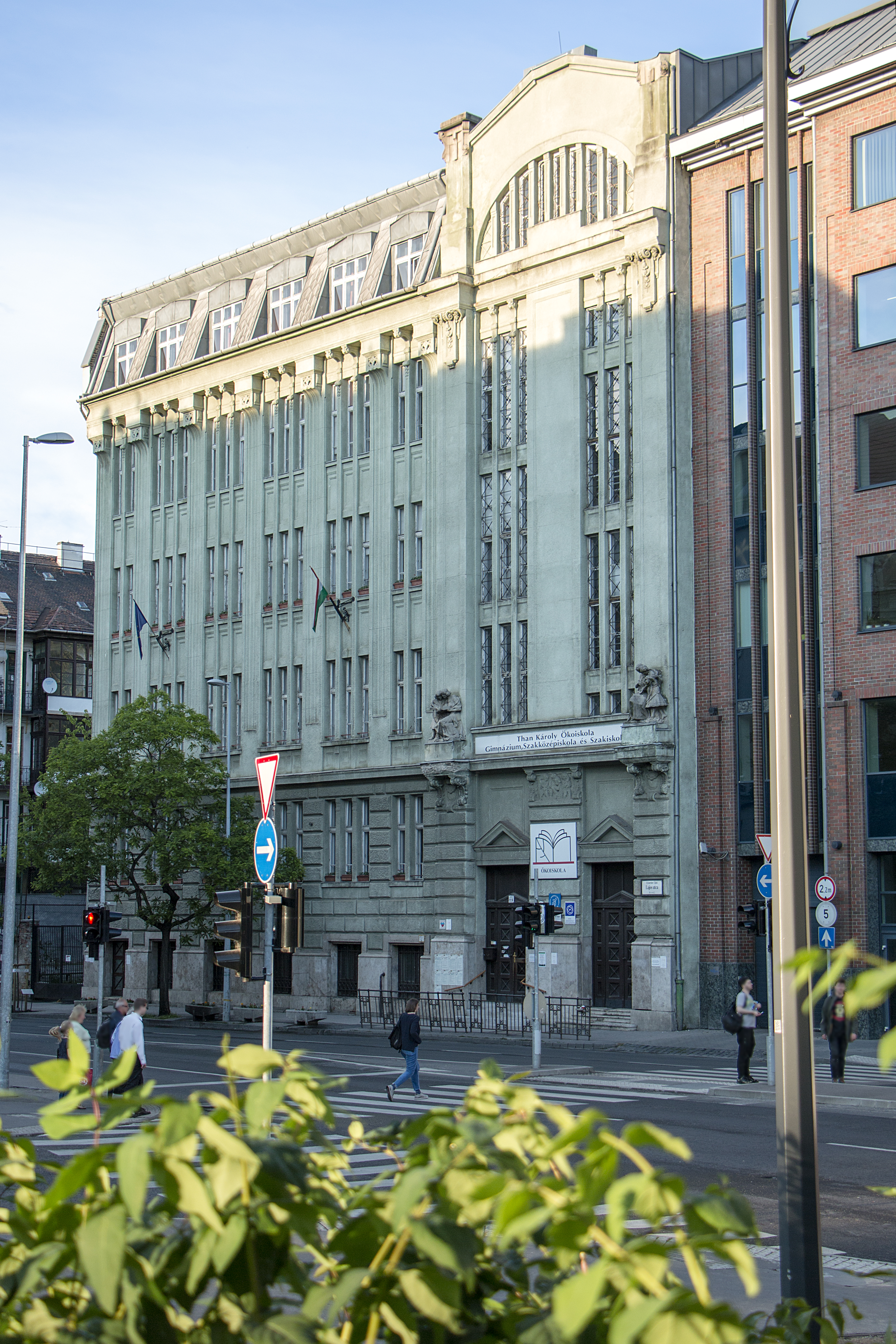
Than Károly Ökoiskola Gimnázium, Szakközépiskola és Szakiskola

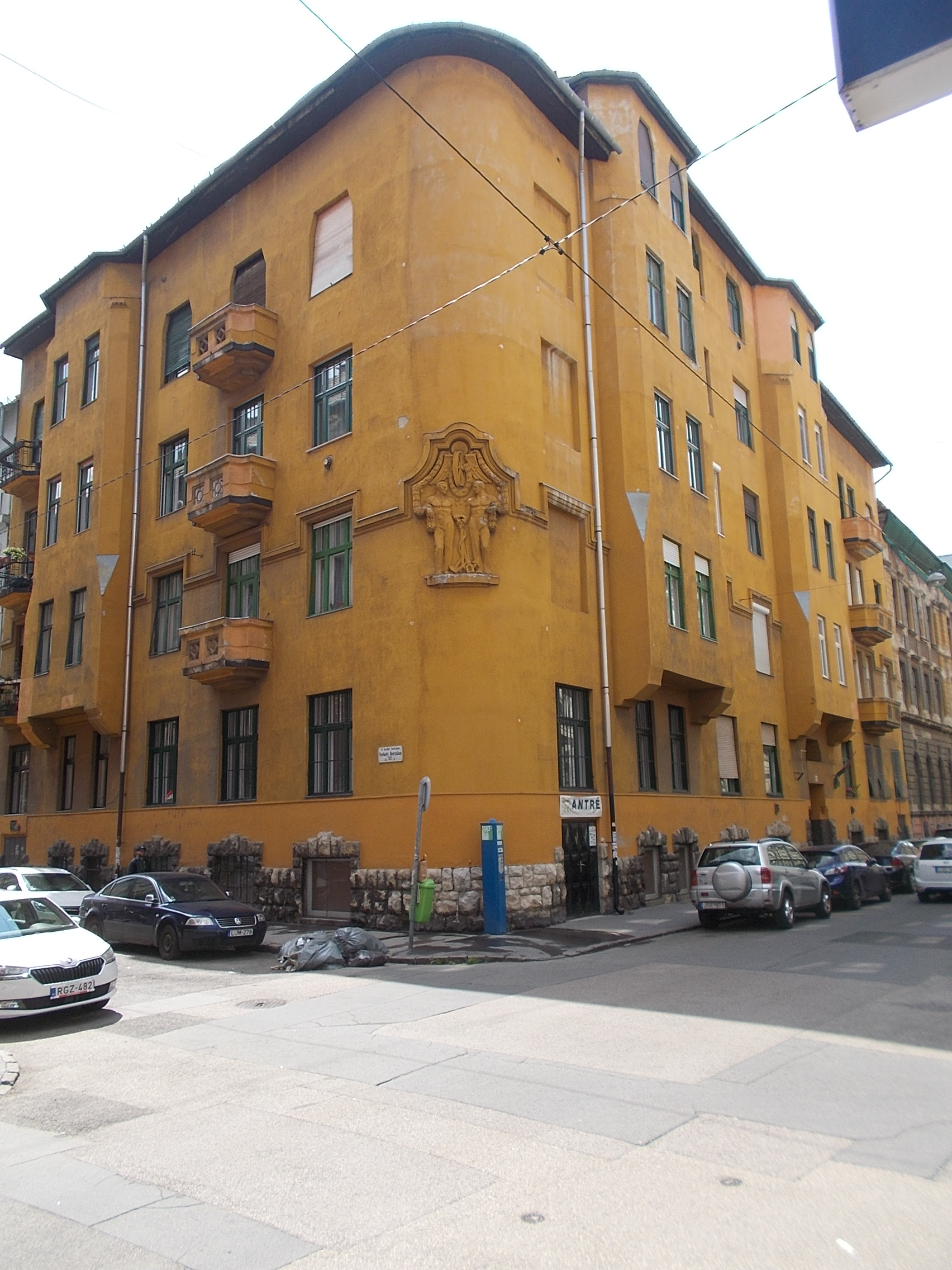
Kmety György u. 15.j

- 1910–1911: lakóház, Budapest, Vasvári Pál utca 3.[8]
- 1911–1912: III. kerületi Zsigmond utcai polgári leányiskola (ma: Than Károly Ökoiskola Gimnázium, Szakközépiskola és Szakiskola) épülete, 1023 Budapest, Lajos u. 1-5. – a Bárczy István-féle kislakás- és iskolaépítési program keretében épült (Góth Jenővel közös munka)[9][10] – Kabdebó Gyula könyve alapján úgy tűnik, hogy Góth tervezte a Lajos utcai, Novák pedig a Duna-parti homlokzatot.[11]
- 1914 k.: elemi iskola, Pilisszentkereszt[12] – a Sváb Gyula-féle iskolaépítési program keretében épült
- 1914 k.: elemi iskola, Novákcsép – a Sváb Gyula-féle iskolaépítési program keretében épült
- 1914–1916: Novák-bérház. Budapest, VII. kerület, Wesselényi u. 21. és Nagy Diófa u. 20.[13]
- 1916 előtt:[14] Vasutas hivatalnokok szövetségének háza, Budapest, Kmety György utca 15.[15]
- 1920–1922: Hungária fürdő (jelenleg Continental Hotel) Budapest, Dohány u. 44. homlokzatának átépítése[10][16] (az épületet a 2000-res években elbontották)
- ?: Nagyenyedi Polgári Leányiskola épülete[10]
- ?: Aquincumi Strandfürdő, Budapest[10]

## Családja
Felesége Ringer Margit Erzsébet (1892–1928) volt, Ringer Géza és Juwelier Malvin lánya, akit 1912. január 9-én Budapesten, a Terézvárosban vett nőül.
Lánya
- Novák Márta Erzsébet (1913–1973)[19] nyelvtanár. Férje Markó Iván (1908–1990) okleveles mérnök.

Unokái
- dr. Markó Gabriella (1935–2002) épületgépész-mérnök. Férje Homonnay György gépészmérnök, a Felsőfokú Könnyűipari Technikum tanszékvezető tanára.
- Markó Krisztina építész-üzemmérnök, iparművész. Férje Fazekas István okleveles gépészmérnök, az Autóipari Kutatóintézet mérnöke.